# Skateboarding la Jocurile Olimpice de vară din 2024
Probele sportive de skateboarding la Jocurile Olimpice de vară din 2024 s-au desfășurat în perioada 27 iulie - 4 august 2024 la Place de la Concorde în Paris, Franța.

## Podium
| Probă                   | Aur                             | Argint                                          | Bronz                                           |
| Park masculin Detalii   | Keegan Palmer · Australia (AUS) | Tom Schaar · Statele Unite ale Americii (USA)   | Augusto Akio · Brazilia (BRA)                   |
| Street masculin Detalii | Yuto Horigome · Japonia (JPN)   | Jagger Eaton · Statele Unite ale Americii (USA) | Nyjah Huston · Statele Unite ale Americii (USA) |
| Park feminin Detalii    | Arisa Trew · Australia (AUS)    | Kokona Hiraki · Japonia (JPN)                   | Sky Brown · Marea Britanie (GBR)                |
| Street feminin Detalii  | Coco Yoshizawa · Japonia (JPN)  | Liz Akama · Japonia (JPN)                       | Rayssa Leal · Brazilia (BRA)                    |

## Clasament pe medalii
| Loc   | Țară                       | Aur | Argint | Bronz | Total |
| ----- | -------------------------- | --- | ------ | ----- | ----- |
| 1     | Japonia                    | 2   | 2      | –     | 4     |
| 2     | Australia                  | 2   | –      | –     | 2     |
| 3     | Statele Unite ale Americii | –   | 2      | 1     | 3     |
| 4     | Brazilia                   | –   | –      | 2     | 2     |
| 5     | Marea Britanie             | –   | –      | 1     | 1     |
| Total | Total                      | 4   | 4      | 4     | 12    |